# ウクライナ料理

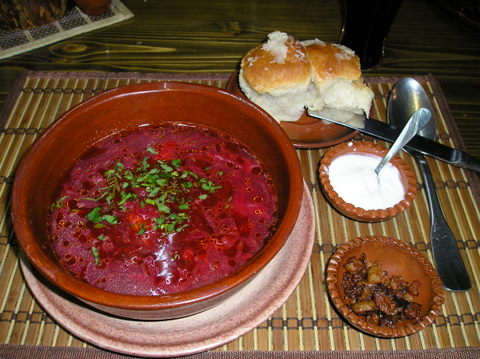
ウクライナの紅ボルシチ

ウクライナ料理（ウクライナりょうり）は、ウクライナ人の伝統的な食文化を代表し、東欧や東スラヴ人料理の一つである。ボルシチやヴァレーヌィクなど世界的にも有名な料理があり、ポーランド・リトアニア・ルーマニア・ロシア・ユダヤなどの食文化にも大きな影響を与えた。

## 概要
ウクライナ料理は、東欧各国の食文化に大きな影響を与えた。
ウクライナの首都キーウは9世紀後半に成立したキエフ大公国の地でもあり、ウクライナ料理がロシア料理の礎であるとも言われている。
肥沃な大地と温暖な気候は、古くから豊かな食文化を育んでいる。世界有数の小麦の産地であり、主食のパンを始めとしてケーキ、ダンプリング、焼き菓子といった小麦粉を使った様々な料理が存在するのがウクライナ料理の特徴と言える。
例えば、ウクライナの北方に位置するロシアでは小麦よりもライ麦の生産に適しているため、ライ麦から作る黒パンが伝統的に食されているのに対し、ウクライナでは小麦から作る白パンを食する傾向にある。また、ウクライナのボルシチにはパンプーシュカという、ニンニクソースをかけたパンを添えるのが定番となっているが、ロシアで提供されるボルシチにはあまり見られない。

## 特徴

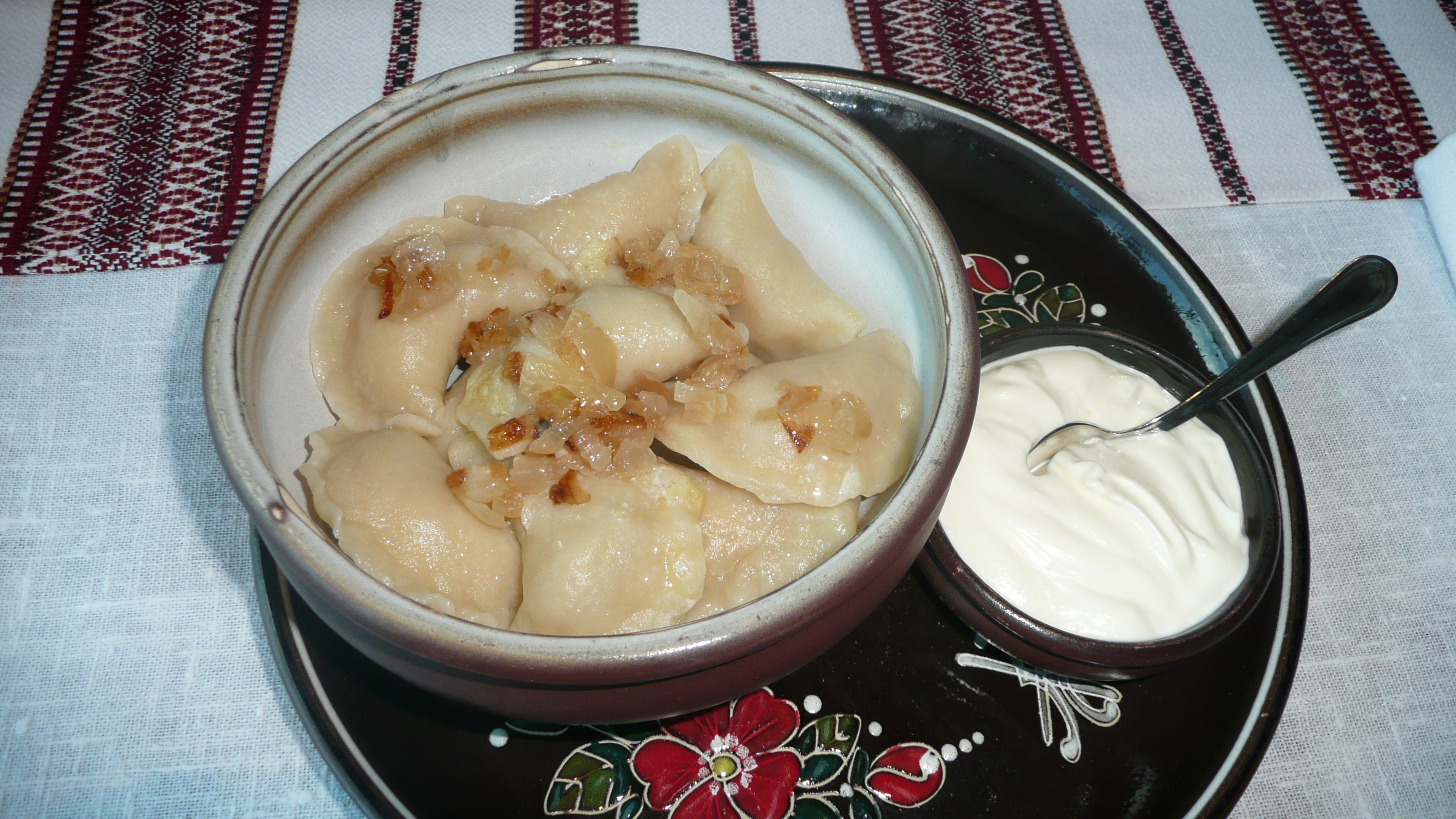
ウクライナのヴァレーヌィク

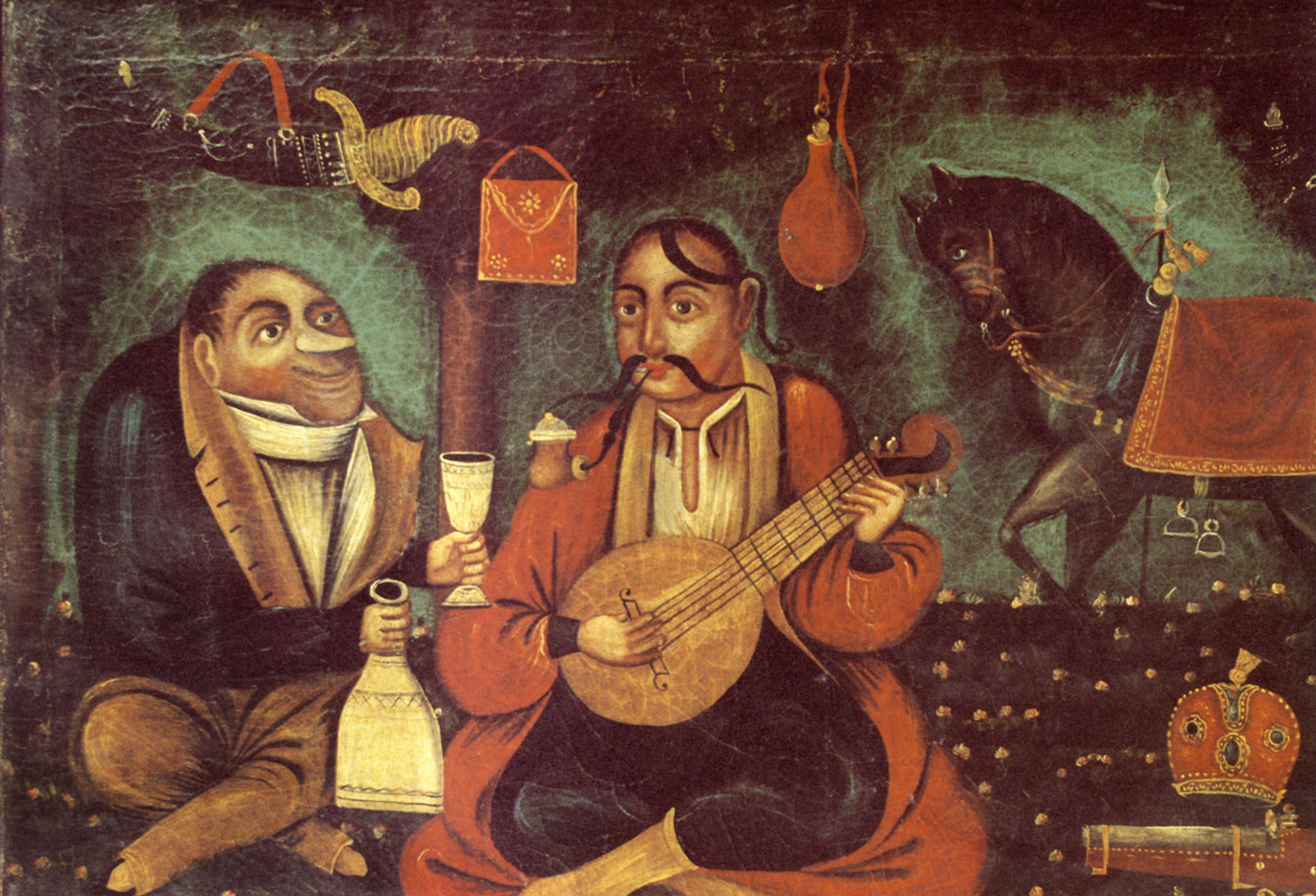
コサック・ママーイと鬼との飲み会

ウクライナ料理の特徴の多くは、ウクライナ人の生活様式から来るものであり、ウクライナ人の大多数は厳しい農作業で生計を立てている。重労働であるため、農作業に携わる人々はボリュームが豊富で高カロリーの食べ物を必要としていた。したがって、ウクライナ料理はタンパク質、脂肪、炭水化物が豊富な料理が特徴であると言える。日本国内の料理と比べると、ウクライナ料理は味が濃いため、日本に来たウクライナ難民には塩などを足して食事をしている例もある。
ウクライナ料理の中でも、特にジャガイモ料理はベラルーシ料理と多くの共通点がある。
ロシア料理やベラルーシ料理と比べた場合、ウクライナ料理は野菜料理が特徴である。また、ウクライナ料理の多くは、名前や使用する食材の構成などの点で西スラブ料理（チェコ料理、ポーランド料理、スロヴァキア料理など）と多くの共通点がある。

## 歴史

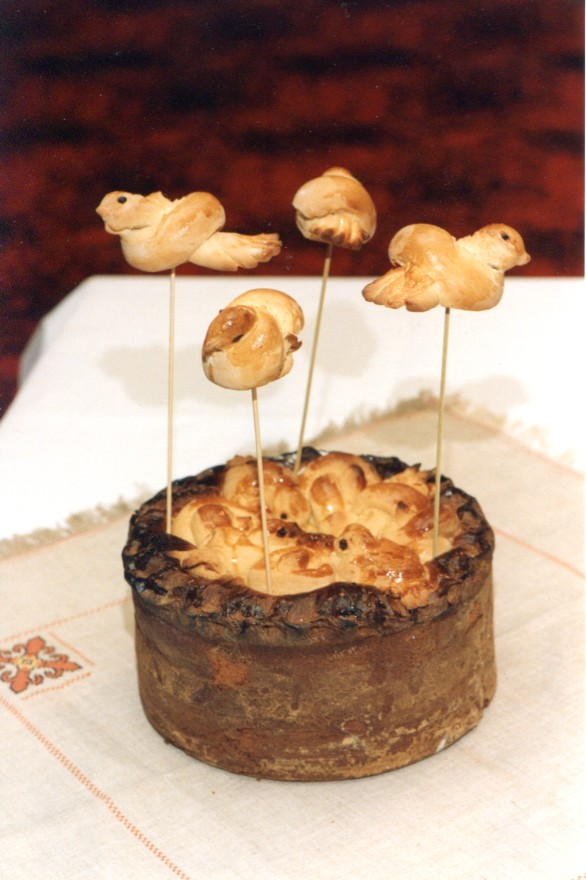
結婚式のコロヴァイ

ウクライナ料理の伝統は、キーウ大公国（9世紀－13世紀）の料理文化に遡る。中世時代のウクライナ人は穀物（小麦・麦・ライ麦・黍）や野菜（キャベツ・大根・ネギ類・ニンニクなど）を栽培し、鳥（鶏・ガチョウ・鴨・鳩・雷鳥）や動物（豚・牛・山羊・羊など）を畜産して、それを料理にしていた。また、野生動物の肉（猪・オーロックス・鹿・兎など）と、川魚（鯉類・チョウザメ・ナマズ・鰻・カマスなど）とその卵も食べられた。
古代以来ウクライナ人の主食はパンであった。キーウ大公国時代の一般的なパンは、小麦粉やライ麦粉など作った酸味のある発酵パンであったが、その他に、ケーキ・カラーチ・コロヴァイなどの種無しパンや、ポピーシードと蜂蜜でこねた甘味のあるパンなど、様々なパンの種類が存在していた。
パンの他に雑穀のお粥（カーシャ）も作られ、副食の役割を果たしていた。農家では脱穀した黍の実から作られるお粥が一般的であったが、貴族や豪商の家庭では「サラセンの黍」と呼ばれる輸入の稲で作られたものが好まれた。その他の副食には豆料理（エンドウ・レンズマメなど）や野菜料理（キャベツ・ビート・大根・ニンジン・キュウリ・カボチャ・セイヨウワサビ・タマネギ・ニンニクなど）などがあった。
調味料には、在来品の香辛料（ディル・セロリ・ヒメウイキョウ・アニス・ミント・クルミ）と輸入品の香辛料（胡椒・シナモン）、それから様々な油類（植物油・サーロ・牛乳・バター・スメタナ）と甘味料として野生蜂蜜が用いられた。デザートは果物（リンゴ・セイヨウナシ・サクランボ・スモモ・スグリ・コケモモ・ラズベリー・クランベリーなど）、チーズ、クーチャ（小麦、ライ麦、あるいは米を蜂蜜とケシの実と合わせた料理）が中心となっており、飲み物は乳製品（牛乳・ケフィア）、穀物酒（クヴァース・ビール）、蜂蜜酒やアルコールの果物酒などがあった。
中世ウクライナの料理は長い時間をかけて大きな天火で煮込まれることが一般的だった。煮込み料理の中でスープは最も人気のある料理であり、二つの種類に分かれていた。一つの種類は野菜と香辛料を合わせてつくった「香草の茹で物」（вариво із зіллям、ヴァールィヴォ）で、もう一つの種類は肉と魚でつくった「吸い物」（юха、ユハー。のちにюшка、ユーシュカ。出汁あるいはブイヨンに相当する）であった。中世末期に「香草の茹で物」に南方系のビートを入れるようになると、「茹で物」は「ボルシチ」(бърщъ) と呼ばれるようになった。
13世紀半ばにキーウ大公国がモンゴル帝国に滅ぼされた後、ウクライナは様々な隣国によって支配されるようになった。それによってウクライナの料理文化は他国に知られるようになる一方、他国の料理文化がウクライナに流入し、ウクライナの料理を豊かにした。

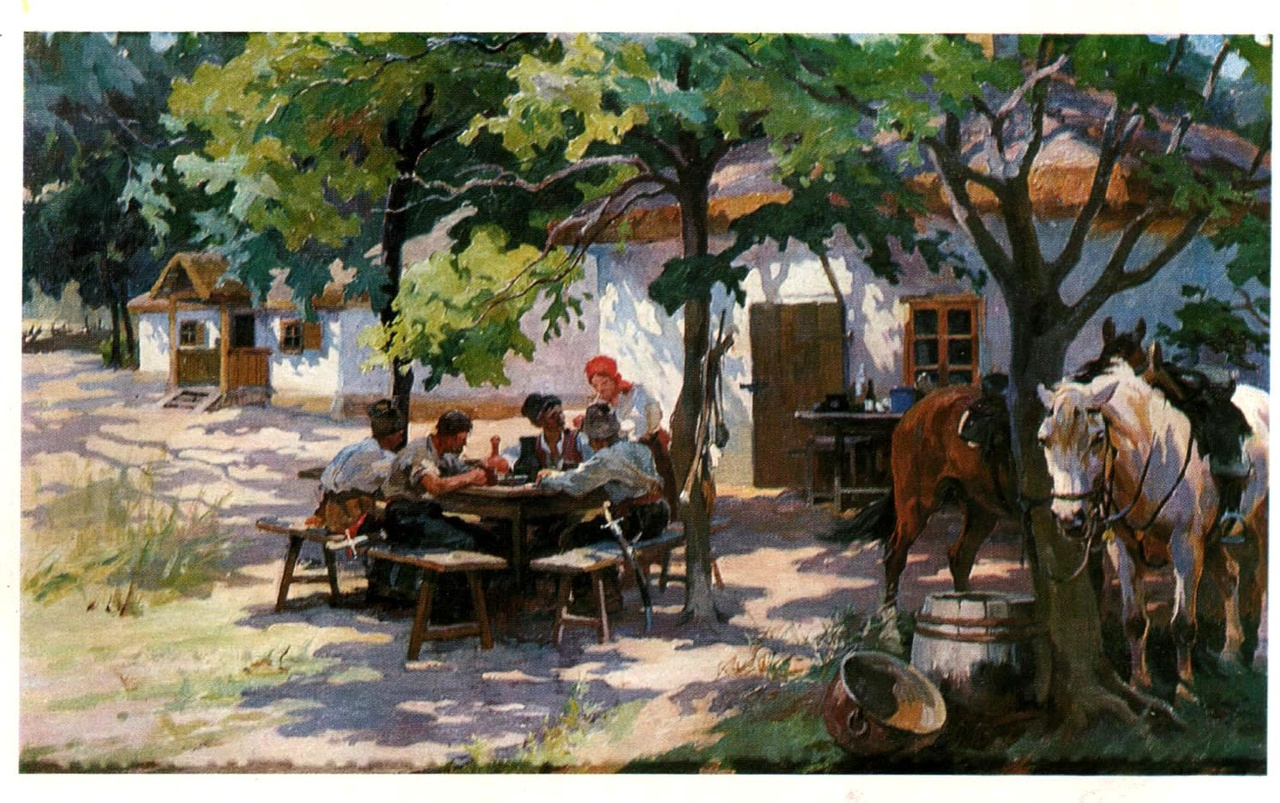
食事中のコサック達

14世紀以降にアジアから輸入されていた蕎麦は、ドニプロ・ウクライナで栽培されるようになった。それがきっかけにウクライナで蕎麦の団子（フレチャーヌィク）、蕎麦のパン、蕎麦のお粥、蕎麦の餃子やケーキなどを作る風習が広まった。また、同年代に中央アジアからは桑とスイカが入ってきて、南ウクライナで栽培されるようになった。
16世紀から19世紀にかけてアメリカ大陸からトウモロコシ・カボチャ・インゲンマメ・イチゴ・唐辛子・ジャガイモ・ヒマワリ・トマトなどの輸入により、ウクライナ料理の様相は大きく変わった。特にジャガイモはスープ、前菜、肉料理に不可欠な材料となり、ヒマワリはもっとも重要な油脂作物となった。17世紀にインドからもたらされたホウレンソウが夏のボルシチとして好まれる「緑のボルシチ」を作るために用いられるようになり、「異教徒のキュウリ」と呼ばれるナスは現代ウクライナ料理を代表する数多くの詰め料理に使用されるようになった。

## 食材

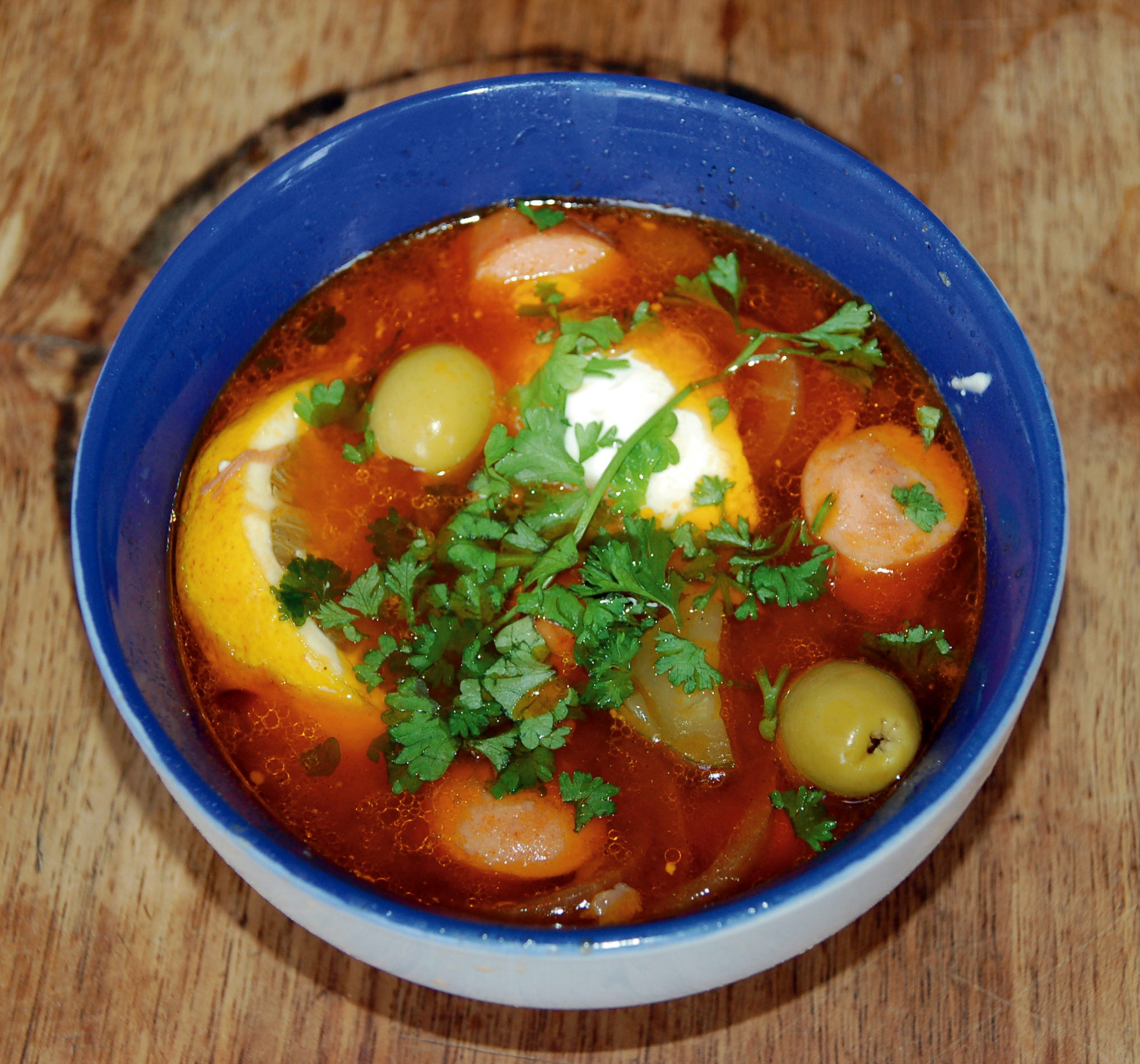
ウクライナのソリャンカ

ウクライナ料理は「熱」の料理と言ってもよい。食材を煮込み、炒り、焼き、茹で、熱した油に通し、様々な方法で加熱することで食材の風味を増し、豊富な調味料を組み合わせることで食材の風味を高めようとする。
獣肉としては豚肉が主たるものであり、牛肉はあまり好まれない。豚肉、ラード、サワークリーム（スメタナ）をよく使うことは有名で、ウクライナ人はしばしば「サーロ喰らい」と嘲って呼ばれることもある。鯉など淡水魚も好まれ、野菜を多く使うことから、スラヴ料理と縁が薄い日本人にも比較的馴染みやすい。卵、小麦粉も菓子などを中心にふんだんに使われる。小麦に次いで使われるのは蕎麦で、蕎麦のカーシャは広く愛されていた。
野菜類の中では、ビートが人気でおよそ30種類あるという。ボルシチには欠かせない野菜である（日本の「ボルシチ」と称する料理のようにビートの代わりにトマトを加えるのは、ウクライナではトマトスープとみなされるであろう）。続いて古代ルーシ人同様に豆類も好まれる。外来の野菜ながらトマト、ジャガイモ、カボチャ、トウモロコシも大きな役割を果たしている。キノコは大変好まれ、キノコ狩りは主要なレジャーの一つでもある。
サクランボ、スモモ、スグリなどは果物としてだけではなく、菓子材料や調味料としても使われる。ドライフルーツとして使うことも多く、ウクライナ人にとっての故郷の味である。
ニンニク、ポピーシード、ディル、キャラウェイなどもその巧みな味付けに活躍する。砂糖と蜂蜜はふんだんに使われ、砂糖をたっぷりと加えたジャムは菓子だけではなく紅茶の甘み付けに欠かせない。酢と、炒ったヒマワリの種から絞った独特の風味のある油は、前菜を味わい深くするために用いられる。

## 調理器具

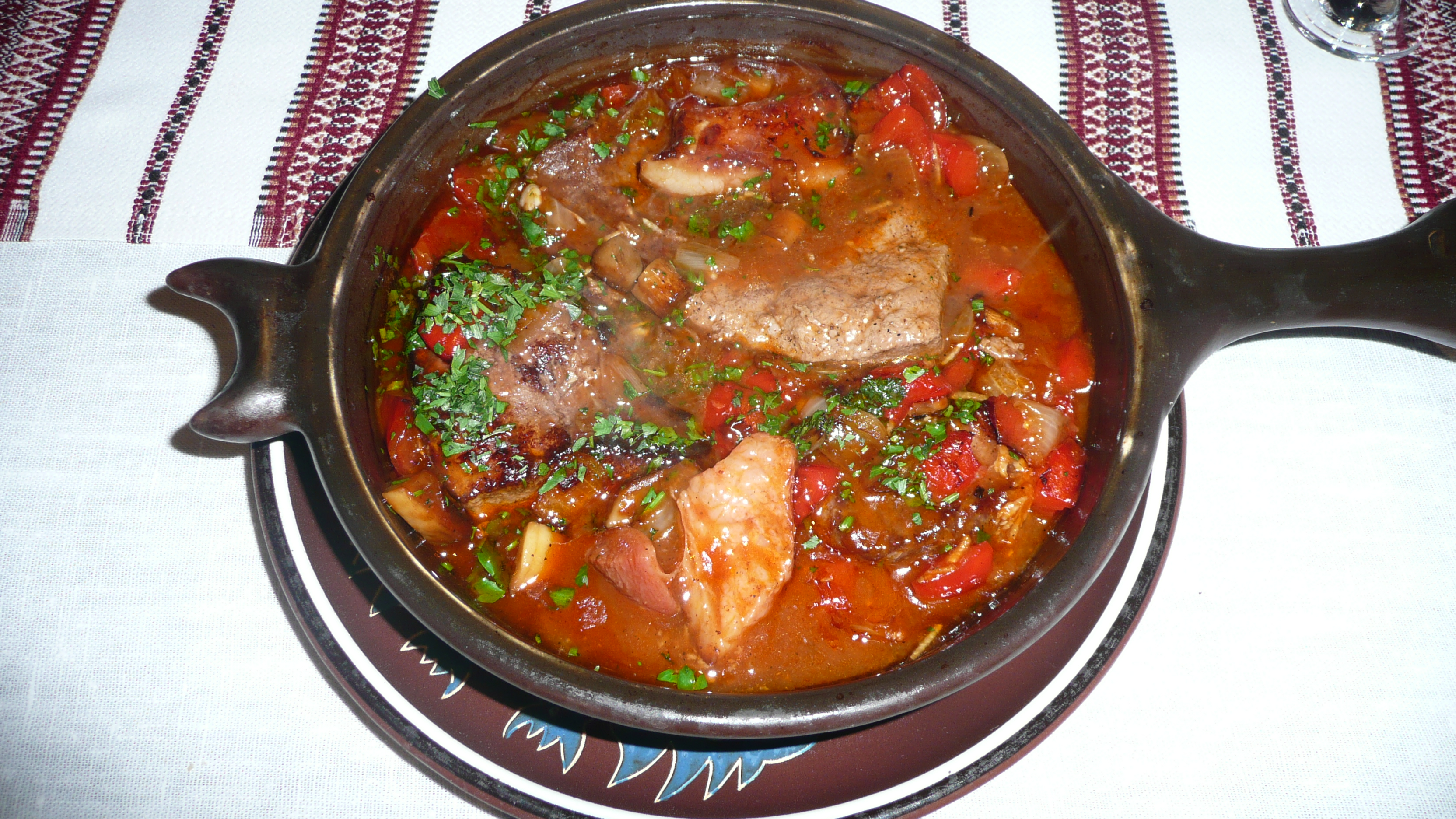
コサック風の焼肉

多彩な加熱方法を用いるウクライナ料理には様々な調理器具が用いられる。フライパンや鍋はもちろん、日本人にはなじみのないものも多い。
- カザンキー
- フレチカ
- ミースカ
- チャーシュカ
- マキートゥラ

## 代表的な料理

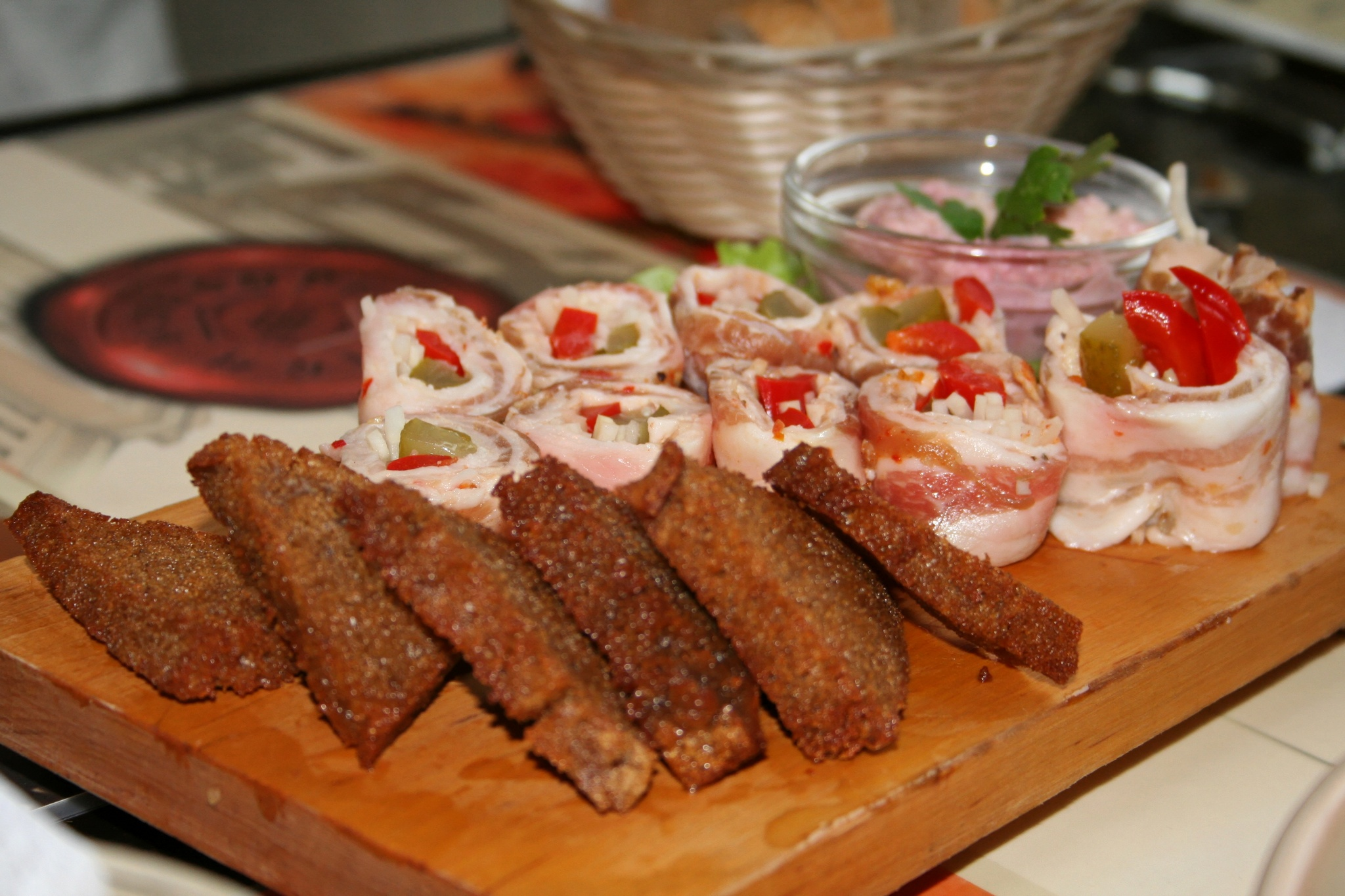
サーロでできた巻き寿司と黒パン

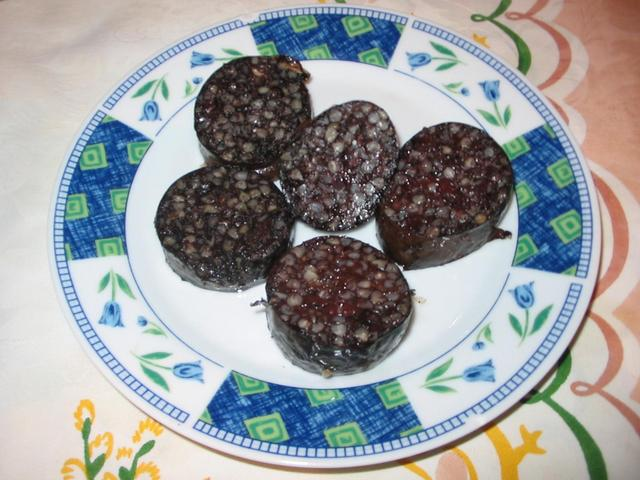
クロウヤンカ。血のソーセージ

### スープ料理
- ボルシチ：テーブルビート（ブリャク）を中心とした紫色の野菜スープ。ロシア・ポーランド・リトアニア・ユダヤ人などの料理に影響をあたえ、世界的に認められているウクライナの代表的料理の一つ。ウクライナのそれぞれの地域によって作り方が異なる。ウクライナ中部では50種類以上のレシピが存在する（「赤のボルシチ」・「緑のボルシチ」、「ヘーチマンのボルシチ」、「冷たいボルシチ」、「茸のボルシチ」など）。
- ソリャンカ：漬物、香辛料を中心としたオレンジ色のスープ。意訳すると、「塩辛い吸い物」または「田舎の吸い物」。ロシアのシチーという酸っぱいスープと、ウクライナのボルシチを融合したもの。
- ユーシュカ：魚の出汁で作った魚スープ。ユハー、ウハーとも

### 肉料理
- コトレータ：チキンクィイヴ、ウクライナのカツレツ。ハーブバターを鶏肉で巻き、パン粉をつけて揚げたもの。

### パン料理
- ヴァレーヌィク：ヴァレーニキ。水餃子やラヴィオリに似た半月上の形をした包み料理。具は煮込んだキャベツ、ジャガイモの他、甘く煮たリンゴやサクランボ、チーズなど。スメタナや溶かしバターを添える。
- パンプーシュカ：酵母によって発酵させた小さな丸パン
- ピローク：pirogは東スラヴで主に作られているパイでピロシキとは異なり、パイとして作られる。
- プィリジュクィ：ウクライナ風ピロシキ。パン生地かパイ生地に挽き肉や魚肉、時にはジャムを包んで焼いたもの
- ムレンツィ：厚めのモチモチした生地でチーズ、サーモン、鶏肉など様々な具を包む家庭料理。ロシア語では「ブリンチキ」と呼ぶ。日本では「クレープのような」と説明される[6]。

### その他
- カーシャ：Kašaは穀物類のことで、ウクライナ料理としてはお粥を指す。
- サーロ：豚の脂身の塩漬け
- ペリメニ：Pil'meniはダンプリングの一種。見た目はトルテッリーニに似ており、薄い生地に、細かく挽いた肉や野菜を包んで茹でたもの。甘い具材は入らない。
- そば粉：ウクライナは蕎麦の生産が世界第3位の国で、ロシア・ウクライナ・東ヨーロッパの料理にはカーシャ（そばの粥）をはじめ蕎麦粉を使った料理が多い。

## 酒
ウクライナ語で「ホリルカ」と呼ぶウォッカの消費量は多い。
かつて、ソビエト連邦産のビールは「馬の小便」とも揶揄されていたが、ウクライナのビール企業はオランダ等からビールの醸造技術を取り入れた結果、特に若者の間でビールの消費量が増えてきている。
ウクライナ南部ではワインの醸造も行われている。

## 諺
- パンは物事の要　-　Хліб — усьому голова
- パン抜きのご飯はご飯ではない　-　Без хліба — нема обіду
- パンと水さえあれば、餓死することない 　-　Хліб та вода — то нема голода